# Dolga Njiva pri Šentlovrencu
Dolga Njiva pri Šentlovrencu je naselje u slovenskoj Općini Trebnju. Dolga Njiva pri Šentlovrencu se nalazi u pokrajini Dolenjskoj i statističkoj regiji Jugoistočnoj Sloveniji. 

## Stanovništvo
Prema popisu stanovništva iz 2002. godine naselje je imalo 65 stanovnika.